# Корнелије Станковић
Корнелије Станковић (Будим, 23. август 1831 — Будим, 16. април 1865) био је српски композитор, мелограф, диригент, пијаниста и музички писац. Станковић је први српски школовани композитор.

## Биографија
Рођен је у српској грађанској породици у Табану, српској четврти Будима, од оца Георгија и мајке Софије. Оставши рано без родитеља, једно време је живео код старије сестре у Араду, где је похађао основну школу и два разреда гимназије. Потом је прешао у Сегедин, те код брата Јосифа у Табан, да би похађао и завршио гимназију у Пешти (1849). Захваљујући моралној и материјалној помоћи породичних пријатеља, брачног пара Јелене и Павла Риђичког од Скрибешћа, 1850. године отишао је на студије музике у Беч. Код угледног дворског оргуљаша, професора Конзерваторијума Симона Сехтера, међу чијим је ученицима био и Антон Брукнер, изучавао је хармонију и контрапункт и савладао основе пијанистичке технике. Интересовао се и за вино. Раскошан музички живот и подуке бечког професора обележили су најзначајнији део, али и завршетак Станковићевог школовања. Неизлечива болест, туберкулоза, младом уметнику је онемогућила жељено музичко усавршавање у Русији.
Преминуо је у тридесет четвртој години, уочи Ускрса, 4/16. априла 1865. године. Сахрањен је на српском гробљу у Табану. Када је ово гробље исељено, његови посмртни остаци су пренесени на Будимско гробље, одакле су на иницијативу Музичког друштва „Станковић“ 1940. године пренети у Београд и 25. фебруара сахрањени на Новом гробљу, у Алеји великана., поред Стевана Мокрањца.

## Стваралаштво

### Културно-историјске околности
Године Станковићевог уметничког сазревања прожимала су бурна политичка збивања – револуција 1848, апсолутизам Александра Баха и снажна германизација, Кримски рат, слом апсолутистичке Бахове владавине и укидање Војводства Србије. У Србији, кнез Михаило Обреновић је уживао доба своје друге владавине. Национални покрет Срба био је већ утемељен борбом за народни језик и народну књижевност, коју је водио Вук Стефановић Караџић. Иако сам није био музички писмен, Вук је разумео примедбу Јакоба Грима да записе народних лирских песама треба допунити постојећим народним напевима.
Млади Корнелије Станковић је у Вуковом раду нашао директне узоре за свој сакупљачки рад на пољу народног стваралаштва. Приступио је сабирању и обради српских грађанских и народних напева, а од 1854. године и црквених мелодија. Подстицај за овај пионирски рад на утемељењу националног стила у српској музици добијао је од значајних личности и интелектуалаца у Хабзбуршкој монархији и Кнежевини Србији. Међу њима су били: патријарх српски Јосиф, руски прота и посланик у Бечу Михаило Фјодорович Рајевски, српски кнез Михаило Обреновић, митрополит београдски Михаило и црногорски кнез Данило.

### Мелографска и уметничка делатност

#### Световна музика
Станковић је рад на записивању и хармонизовању грађанских песама и народних напева започео убрзо по доласку на студије у Беч. Након првих објављених хармонизација, под називом „Српске народне песме“ (1851, 1853, 1854), објавио је још четири збирке (1858, 1859, 1862, 1863). Забележене грађанске песме, међу којима су и оне на стихове популарних српских песника (Јована Јовановића Змаја, Ђуре Јакшића, Васе Живковића, Јована Суботића, Ђорђа Малетића), обрађивао је као четворогласне хорске композиције, клавирске минијатуре или варијације за клавир (најпознатије су варијације „Што се боре мисли моје“). Током 1861. и 1863. путовао је и бележио народне напеве у Србији (Шабац, Лозница, Ваљево, Чачак, Ужице, Крагујевац). Штампане збирке народних песама Станковић је посветио црногорском кнезу Данилу I, Српкињама, кнезу Михаилу Обреновићу и руском царском посланику у Бечу, Виктору П. Балабину, а појединачне клавирске композиције кнегињи Јулији Обреновић и својој добротворки, Јелени Риђички.

#### Црквена музика
Уз подуке бечког професора Сехтера, Станковић је написао своје прве две „Литургије“ (1851, 1852). Почетни покушаји младог музичара нису били у складу са традицијом народног црквеног појања, па нису са одушевљењем прихваћени ни од верника ни од црквених великодостојника. Станковић је зато, на подстицај руског проте Михаила Рајевског и уз подршку патријарха Јосифа Рајачића, започео бележење народних црквених напева. У Сремским Карловцима (1855–1857) савременим нотним писмом први пут је забележио напеве готово целокупног црквеног репертоара. Хармонизујући потом већину записаних једногласних напева за четворогласни хор, свом народу је даровао непроцењиво вредну заоставштину: три објављене књиге под називом „Православно црквено појање у српског народа“ (Беч 1862, 1863, 1864. и Београд 1994, фототипско издање), као и 17 рукописних свезака четворогласних црквених песама и пет засебних свезака са око 400 страница једногласних напева из Осмогласника, Општег и пригодног појања, Празничног појања из Минеја, Триода и Пентикостара.

### Допринос раду певачких друштава
Први српски црквени хорови и грађанска музичка друштва у Аустроугарској и Србији до појаве Корнелија Станковића су на богослужбеном и концертном репертоару имали композиције руских аутора и мање познатих музичара (Готфрида Прејера и Бенедикта Рандхартингера из Беча, Франческа и Ђузепеа Синика из Трста, Вајса фон Беренфелса из Петриње). Објављивањем Станковићевих дела, хорским певачима и диригентима у Бечу, Трсту, Задру, Котору, Панчеву и Београду постали су доступни нови хармонизовани напеви српског народног појања. Афирмацији националног стила посебно је погодовао и краткотрајан (1863–1864) боравак Корнелија Станковића на месту диригента у Првом београдском певачком друштву. Као наследник Милана Миловука, Станковић је извршио значајан преокрет тиме што је уместо страних композиција увео српске народне песме, хармонизоване за хорски ансамбл. Основао је и тзв. „приуготовни хор“, са циљем да члановима хора пружи додатно, теоретско образовање. У тежњи ка подизању музичког образовања у Србији, заједно са Миловуком је 1863. године саставио и план за оснивање „Правителствене школе музике“, прве државне музичке школе у Београду.

### Извођачка делатност
Осим што их је приређивао и објављивао, Станковић је записе световних и црквених мелодија, уз своје ауторске клавирске композиције, изводио и на концертима. Наступао је у Бечу, Пешти, Будиму, Београду, Новом Саду, Сремским Карловцима, Сомбору, Панчеву, Сремској Митровици, Шапцу, Ваљеву, Крагујевцу, као солиста пијаниста и са својим пријатељем, академским сликаром и баритоном Стевом Тодоровићем. Као диригент, наступао је са Првим београдским певачким друштвом, црквеним хором у Будиму и хором који је формирао у Бечу са групом страних певача. Међу посебно значајнима су два Станковићева концерта (1855, 1861) одржана у чувеној сали бечког Мusikvereina.

### Написи о музици
О значају неговања и примене народног мелоса у стваралаштву Станковић је и писао у предговорима својих збирки, позивима на пренумерацију и у приватним писмима. Његове мисли су препознате као бисери писане речи о српском народном музичком стваралаштву.

## Признања
За свој мелографски и стваралачки рад Станковић је од руског цара примио Орден каваљерства Св. Станислава. Панчевачко српско црквено певачко друштво, загребачки „Humanitätsverein“, бечки Музикферајн, „Преодница“ и друга омладинска друштва именовала су га својим почасним чланом. Био је веома поштован и вољен међу сарадницима, познаницима, пријатељима и ученицима.
Станковићев предани рад на очувању и неговању српског народног стваралаштва оставио је дубок траг у музичкој и укупној културној српској историји. Његово дело је прослављано кроз бројне написе, оснивања певачких друштава и других музичких установа које носе његово име. На иницијативу проф. др Данице Петровић, 1993. године у Сремским Карловцима почела је са радом Летња школа црквеног појања „Корнелију у спомен“.
Поводом 150-годишњице Станковићевог рођења, 1981. године, у организацији Српске академије наука и уметности и Музиколошког института САНУ одржан је научни скуп „Корнелије Станковић и његово доба“. Двадесет пет година касније (2006), одржан је међународни научни скуп „Композитор и његово окружење“, поводом 175-годишњице рођења Корнелија Станковића и 150-годишњице рођења Стевана Стојановића Мокрањца. Организатори су били Музиколошки институт САНУ, Матица српска и Академија уметности у Новом Саду. Зборник радова са првог скупа (објављен 1985) представља до данас најисцрпније издање посвећено Станковићевом животу и делу.